# Dinastia Hồ
La dinastia Hồ (Nhà Hồ) va ser una dinastia imperial que va governar Vietnam durant set anys, durant el regnat dels emperadors Hồ Quý Ly (1400 a 1401) i del seu segon fill Hồ Hán Thương (1401 a 1407).
Degut a la forma com van arribar al poder, la breu durada de la dinastia i que durant el seu govern el país va caure sota el domini de la Xina, la historiografia vietnamita tendeix a valorar la família molt negativament. La ciutadella que van construir, però, ha estat declarada Patrimoni de la Humanitat per la UNESCO.

## Ascens al poder de Hồ Quý Ly
Els darrers anys de regnat de la dinastia Trần van ser períodes de molta inestabilitat, i en aquest context Hồ Quý Ly va progressar a la cort imperial. Va distingir-se en una campanya contra el regne de Txampa, i va aconseguir casar-se amb una germana de l'emperador Trần Duệ Tông. En menys de vint anys va progressar enmig de les intrigues de la cort i mentre els seus rivals queien assassinats, ell va aconseguir els càrrecs més alts de l'imperi (general/protector/regent) l'any 1399.
Per facilitar el cop d'estat, Hồ Quý Ly va fer construir una nova campital anomenada Tây Đô ("Capital de l'Oest") i quan l'emperador Trần Thuận Tông s'hi va traslladar el va fer presoner i el va obligar a cedir el tron al príncep An, de només tres anys. Trần Thuận Tông va ser executat poc després, i al cap d'un any el príncep An va ser deposat i Hồ Quý Ly es va declarar emperador.
Hồ Quý Ly va canviar el nom del país de Đại Việt a Đại Ngu (大 虞). Seguint la tradició de l'anterior dinastia va abdicar en vida, l'any 1401, deixant el tron al seu segon fill Hồ Hán Thương.

## Regnat de Hồ Hán Thương
L'any 1402 i sota les ordres del general Đỗ Mãn, es va realitzar una nova incursió contra Txampa, obligant Indravarman VI a cedir Chiem Dong i Co Luy (actuals Quang Nam i Quang Ngai), i en 1403 una nova incursió no va aconseguir capturar la capital Vijaya i els Hồ es van retirar.

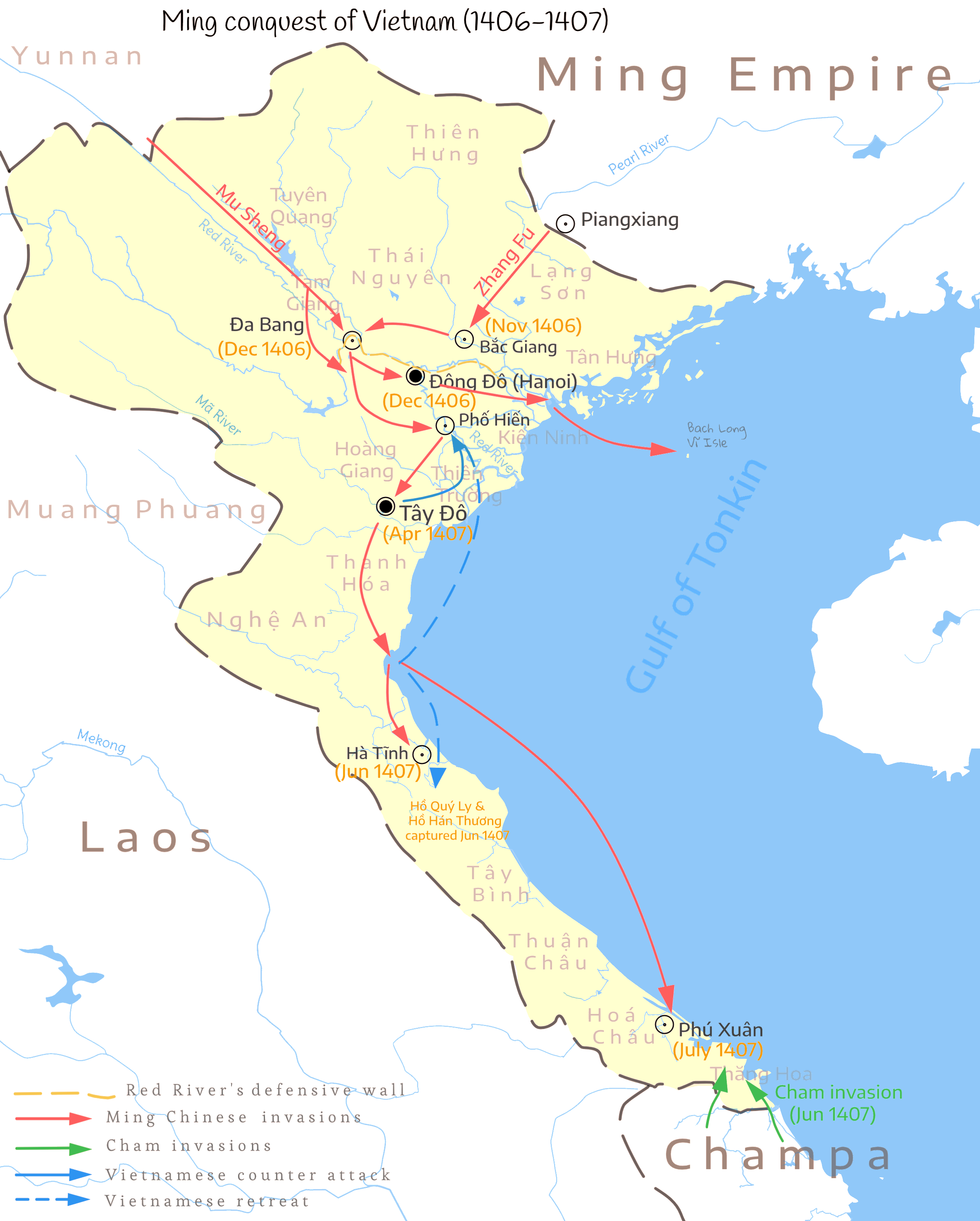
Invasió xinesa del Vietnam (1406-1407)

El 1406 Yongle, l'emperador Ming de la Xina, va enviar els marquesos Zhang Fu i Mu Sheng a envaïr Vietnam. La caiguda de la fortalesa de Da Bang i les derrotes a Moc Pham Giang i a Ham Tu van precipitar la caiguda de la dinastia Hồ l'any 1407. A la batalla de Ham Tu la família imperial va ser capturada, i els Ming els va exiliar a Guangxi. Hồ Quý Ly va servir els xinesos com a soldat i guardaespatlles fins a la seva mort. Dai Ngu fou incorporat a l'Imperi com a província de Jiaozhi, i Txampa recuperà Chiem Dong i Co Luy.